# 学校法人日本福祉大学
学校法人日本福祉大学（がっこうほうじんにほんふくしだいがく）は、愛知県知多郡美浜町に本部を置く日本の学校法人。

## 概要
日本福祉大学を中核として、高等学校、専門学校、生涯教育機関などを運営している。明治時代からライ病（ハンセン病）患者や身寄りの無い子どもの支援を行ってきた大乗報恩会、のちの社会福祉法人昭徳会および、そこが設立した日蓮宗の法音寺を起源とし、2003年5月までは「学校法人法音寺学園」だった。
なお、日本福祉大学と社会福祉法人昭徳会は現在も提携関係、姉妹関係にある。

## 沿革
- 1953年（昭和28年）1月 - 学校法人法音寺学園を設立。
- 2003年（平成15年）5月 - 学校法人日本福祉大学に改称。

## 設置している学校
- 日本福祉大学
- 日本福祉大学中央福祉専門学校
- 日本福祉大学付属高等学校

## 過去に設置していた学校
- 日本福祉大学女子短期大学部
- 日本福祉大学高浜専門学校